# Sonja Gerhardt
Sonja Gerhardt, född 2 april 1989 i Berlin, är en tysk skådespelerska.

## Filmografi (urval)
- 2010: Polizeiruf 110
- 2010: Tatort
- 2011: Das Traumschiff
- 2015: Deutschland 83
- 2016: Ku'damm säsong 1
- 2018: Deutschland 86
- 2018: Ku'damm säsong 2
- 2021: Ku'damm säsong 3